# Ariarates IV
Ariarates IV Eusebes (grec antic: Ἀριαράθης Εὐσεϐής, Ariaráthēs Eusebḗs, Ariarates Pius) va ser rei de Capadòcia. Era fill d'Ariarates III al que va succeir possiblement l'any 224 aC quan encara era un infant, i va regnar uns 57 anys, segons Diodor de Sicília i l'historiador Justí. Era conegut com a Eusebes ('pietós').
Es va casar amb Antioquis, filla del rei selèucida Antíoc III el Gran al que Ariarates, per aquesta aliança, va ajudar en la guerra contra Roma. El 190 aC, derrotat Antíoc, Ariarates va demanar la pau a Roma i al tractat d'Apamea del 188 aC va obtenir condicions favorables gràcies al fet que la seva filla Estratonice s'havia casat amb Èumenes II de Pèrgam, aliat dels romans, amb el que havia fet un tractat d'aliança. Èumenes, anteriorment havia demanat Capadòcia en pagament de la seva fidelitat.
Llavors va ajudar Èumenes en la guerra contra Farnaces I rei del Pont entre els anys 183 aC i 179 aC.
Se suposa que inicialment no va tenir fills de la seva dona Antioquis però ella, pensant que era estèril, li va fer creure falsament que n'havia tingut dos, de noms Artiarates i Orofernes, però després van néixer dues filles i un fill anomenat Mitridates i llavors la reina va informar al rei de la veritat i els dos fills il·legítims van ser descartats de la successió. A un el va enviar a Roma i a l'altre a Jònia.
Va morir cap a l'any 163 aC i el va succeir el seu fill Mitridates amb el nom d'Ariarates V anomenat Filòpator (Φιλοπάτωρ).